# Locul fosilifer Buzești
Locul fosilifer Buzești este o arie protejată de interes național ce corespunde categoriei a IV-a IUCN (rezervație naturală de tip paleontologic), situată în județul Gorj, pe teritoriul administrativ al comunei Crasna.

## Descriere
Rezervația naturală cu o suprafață de 1 ha a fost declarată arie protejată prin Legea Nr.5 din 6 martie 2000 (privind aprobarea Planului de amenajare a teritoriului național - Secțiunea a III-a - zone protejate) și se află în partea central-nordică a județului Gorj și cea sud-vestică a satului Buzești. 
Aria naturală reprezintă o zonă de interes paleontologic aflată în lunca pârâului Turbați (un afluent al râului Blahnița), unde în rocă sedimentară alcătuită din argile și nisipuri s-au descoperit depozite de faună fosilă.